# Capitó de Lícia
Capitó de Lícia (en grec Καπίτων, en llatí Capito) va ser un historiador grec que menciona Suides.
Va escriure una història d'Isàuria (Ἰσαυρικά) en vuit llibres, a la que en fa referència sovint Esteve de Bizanci. També va escriure una història de Lícia i una de Pamfília que s'han perdut. És més conegut per una traducció al grec d'una història de Roma, basada en un resum, Breviarium ab Urbe condita, que Eutropi va fer a partir de l'obra de Titus Livi, traducció que també s'ha perdut.